# William Glackens
William James Glackens (13 de marzo de 1870 - 22 de mayo de 1938) fue un pintor realista estadounidense.
Glackens estudió en la Pennsylvania Academy of the Fine Arts y luego se mudó a la ciudad de Nueva York, donde fue uno de los fundadores de lo que se conocería como el movimiento artístico de la Escuela Ashcan. Este grupo de artistas, llamados por la prensa "los Ocho Pintores Independientes" o Los Ocho, tenían la particularidad de exhibir sus obras sin hacerlas examinar previamente por el jurado de la institución artística existente. Fue principalmente reconocido por sus pinturas oscuras sobre escenas callejeras y sobre la vida cotidiana de los vecindarios de la ciudad. Sus últimas obras tuvieron un tono más brillante, y demostraron la influencia de Renoir. Durante gran parte de su carrera como pintor, Grackens trabajó como ilustrador para varios periódicos y revistas de Filadelfia y de Nueva York.

## Primeros años
Glackens nació en Filadelfia, Pennsylvania, en donde su familia había vivido durante varias generaciones. Su padre Samuel trabajó para el Pennsylvania Railroad. William tenía dos hermanos mayores: una hermana, Ada, y un hermano, el caricaturista e ilustrador Louis Glackens. Se graduó de la Escuela Secundaria Central en Filadelfia en 1890. Durante el tiempo que pasó en la escuela, mostró un gran interés y habilidad en el dibujo y la pintura.

## Carrera

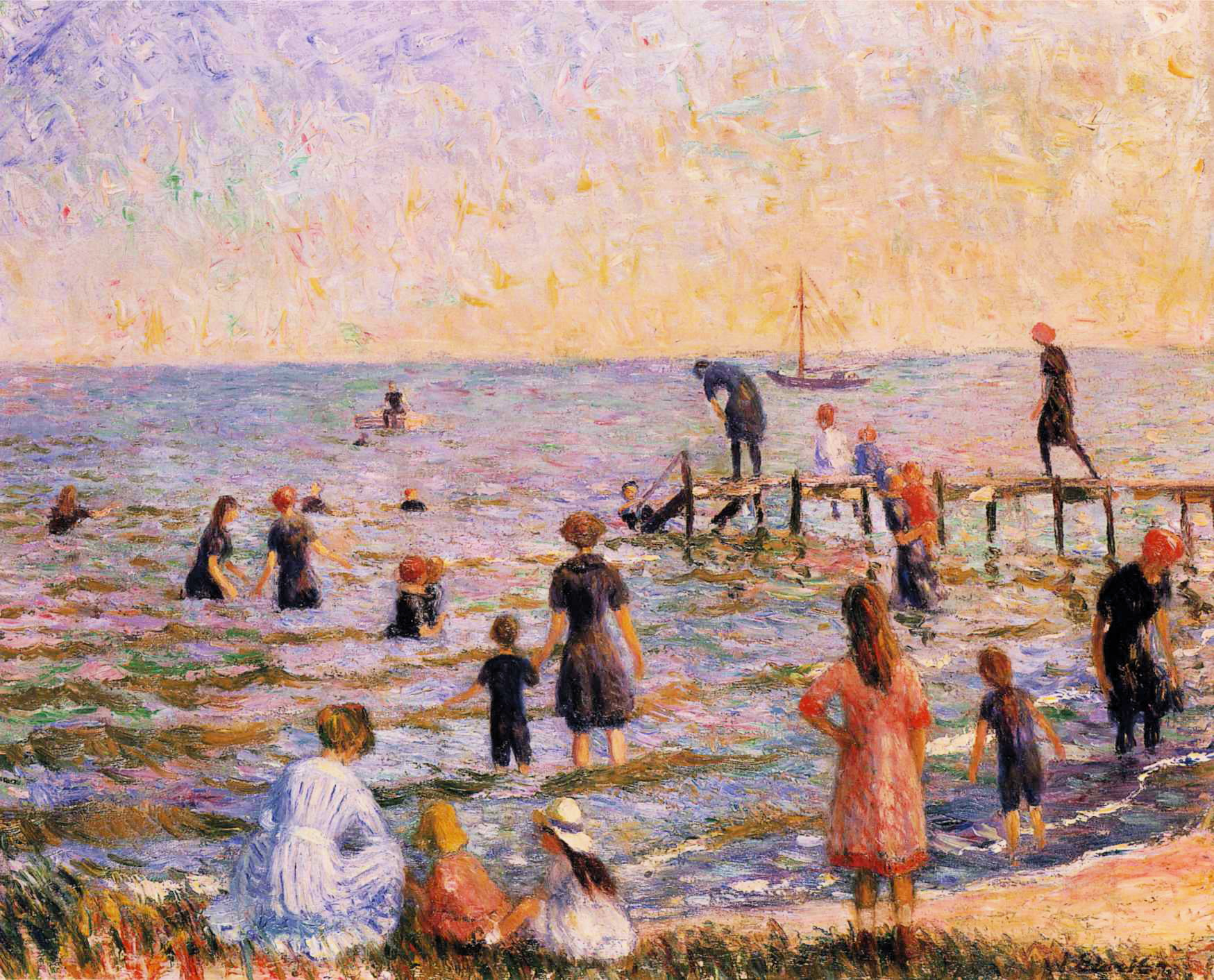
Bathing at Bellport, Long Island, de 1911, por William Glackens.

Después de graduarse de la escuela, Glackens comenzó a trabajar como un reportero artista para el periódico The Philadelphia Record. En 1892 renunió y se dedicó a realizar ilustraciones para Philadelphia Press, abarcando diferentes temáticas. Más tarde tomó clases en la Pennsylvania Academy of Fine Arts. No era un alumno fijo, como declara Forbes Watson en un artículo de 1923: "Le causaron tanta impresión sus instructores que en la actualidad no puede recordar con facilidad quién impartía clases allí en su época de alumno". John Sloan también asistió a su academia, y le presentó a Robert Henri a Glackens. Henri comenzó a programar encuentros en su estudio para discutir y para criticar el arte.
En 1895, Glackens viajó a Europa con varios de sus compañeros pintores, incluyendo a Sloan y a Henri. El primer lugar que visitó fueron los Países Bajos, en donde estudió a los artistas holandeses. Luego se mudó a París y alquiló un estudio durante un año con Henri. Tal viaje era muy común entre los artistas de la época, quienes deseaban establecerse y tener una reputación en el mundo artístico. Era el primer viaje a París para Glackens, pero para los demás era un viaje de regreso. Allí, Glackens pintó independientemente pero no asistió a ninguna escuela. Regresó a los Estados Unidos en 1896 para trabajar en Nueva York; a lo largo de su vida, volvería varias veces a pintar a París y al sur de Francia.
Establecido en Nueva York en 1896, Glackens aceptó un empleo como artista para el periódico New York World. Obtuvo el cargo mediante su amigo George Luks, quien también era un ilustrador. Glackens pronto se convirtió en el artista principal del New York Herald y se desempeñó en el oficio en varias revistas. La más importante fue McClure's Magazine; sus editores lo enviaron a Cuba para que realizase una serie de dibujos sobre la guerra entre España y América. Cuando regresó, continuó ilustrando para las revistas, aunque su verdadera pasión era la pintura. En 1901, presentó una exhibición en la Galería Allen con Henri y Sloan, y comenzó a ser reconocido por sus pinturas.

### Los Ocho

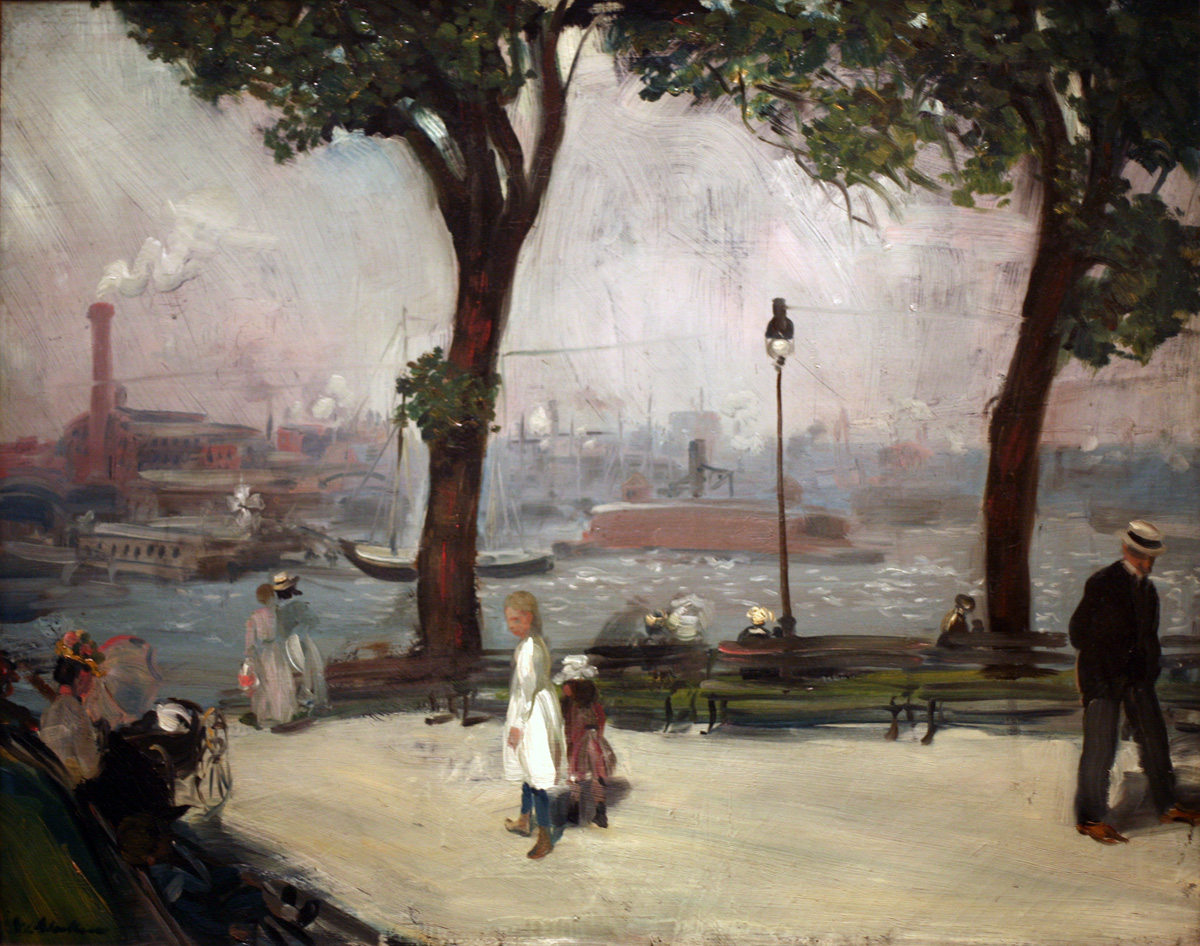
East River Park, de 1902, por William Glackens.

Glackens se asoció con un grupo de artistas actualmente conocido como Los Ocho, o el Grupo Ashcan. Los miembros del grupo eran Robert Henri, Arthur B. Davies, Maurice Prendergast, Ernest Lawson, William Glackens, Everett Shinn, John French Sloan y George Luks. Sus integrantes no eligieron el nombre del grupo, pero después de su exhibición de 1908, pasó a ser su título no oficial. Decidieron presentar una exhibición separada después de ser continuamente rechazados de los eventos de la Academia Nacional. Fue una forma de rechazar la rígida definición del grupo de lo que respecta a belleza artística. Su exhibición fue bien recibida, por lo que la llevaron a diferentes lugares del país. Adquirieron reconocimiento nacional y fueron invitados a exhibir en varias instituciones. La mayor parte del grupo también participó en la "Exhibición de Artistas Independientes" en 1910, un intento de debilitar la exclusividad de la academia.
Los Ocho se caracterizan por su estilo realista y son considerados figuras clave en el movimiento realista. Representaban escenas urbanas y a la libertad artística. Como Glackens, habían sido periodistas, escritores o ilustradores antes de pintores. Decidieron continuar con el estilo de la ilustración, el cual enfatizaba la cercanía, la comunidad y la interacción. Glackens fue una parte vital del grupo; los "aspectos genéricos" del arte de Ashcan eran evidentes en sus obras de la época.
Hacia 1910 Glackens comenzó a centrarse en un “estilo colorido ampliamente personal" en vez de las ideas de Ashcan. Sus obras comenzaron a compararse con las de Renoir. Se dijo que "aunque seguía identificado con Los Ocho, quienes luchaban por inculcar un espíritu lujurioso dentro de un arte estadounidense casi moribundo, fue sólo por un período breve de tiempo, debido a que su arte no podía desarrollarse dentro de los límites de la filosofía de Ashcan". Dado que Glackens siguió pintando con un estilo realista basado en un momento único en el tiempo y en la gente real, su arte experimentó un cambio que lo distanció de sus compañeros.
Fue durante esta época cuando su compañero de la secundaria Albert C. Barnes comenzó a estudiar y a coleccionar arte. Le pidió a Glackens que le comprase obras modernas durante un viaje a París. Estas veinte pinturas formaron la base de lo que se convertiría en la Barnes Foundation.

## Matrimonio y familia
En 1904 Glackens contrajo matrimonio con Edith Dimock. Edith también era artista, y vivieron juntos en Nueva York.

## Fallecimiento y legado
Glackens falleció en Westport, Connecticut el 22 de mayo de 1938. Su legado está, en gran parte, enlazado al del grupo de los Ocho. Aunque se había distanciado de ellos por algunos de sus ideales, continuó siendo considerado como una parte importante del movimiento realista en el arte estadounidense.

## Estilo y temáticas

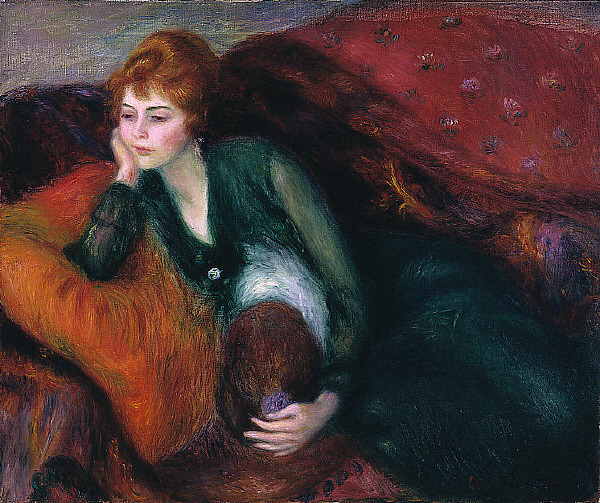
Young Woman in Green, retrato de la modelo y actriz Kay Laurell, de 1915, por William Glackens.

El estilo y las temáticas de Glackens cambiaron a lo largo de su vida. Influenciado por las obras impresionistas que había visto durante su estadía en Europa, en sus primeras obras utiliza "colores oscuros aplicados vigorosamente sobre el lienzo con brocha". Imitó las escenas de la vida urbana de París y sus suburbios. Continuó con este estilo y temática durante algún tiempo, hasta que empezó a distanciarse de Los Ocho. En este punto sus temáticas más comunes pasaron a ser los paisajes, especialmente las escenas de playa. Más tarde Glackens comenzó a ser reconocido por sus retratos, y posteriormente por sus bodegones. Pese a las cambiantes temáticas, sus obras siempre enfatuzaron la realidad y la felicidad de la vida. "Buscaba la belleza y la encontraba donde los ojos comunes veían fealdad". Watson declaró que Glackens usaba colores porque "el color del mundo lo hace feliz, y expresar esa felicidad en colores se ha convertido en su impulso principal y más natural". Pintaba porque quería mostrar la belleza del mundo. Sus obras están "invadidas por el espectro de la felicidad, obsesionadas con la contemplación de la dicha".
Se suele criticar a Glackens por el parecido de sus obras a las de Renoir. Algunos incluso han afirmado que era un imitador. Después de la Exhibición de Artistas Independientes de 1910, el cambio en el estilo de Glackens se comparó instantáneamente con el de Renoir. Se dijo que durante las décadas de 1920 y 1930 "su personalidad artística, en otros tiempos vigorosa, se ha convertido en una imitación demasiado exacta del estilo de las últimas obras de Renoir". El interés de Glackens por el color lo une aún más a Renoir; Watson dijo que Glackens tenía "una rica paleta similar a la de Renoir para expresar su dicha pura por el color".
También se lo ha comparado con Pascin porque ambos se encontraron "entre los mejores ilustradores de su época". Ambos usaban la vida como temáticas, y también cuidaban que los retratos mostrasen su manera de ver al mundo. Pero una fuerte similitud es la forma en que ambos lograron ver y resaltar los "aspectos humorísticos" de la vida.

## Análisis de sus pinturas

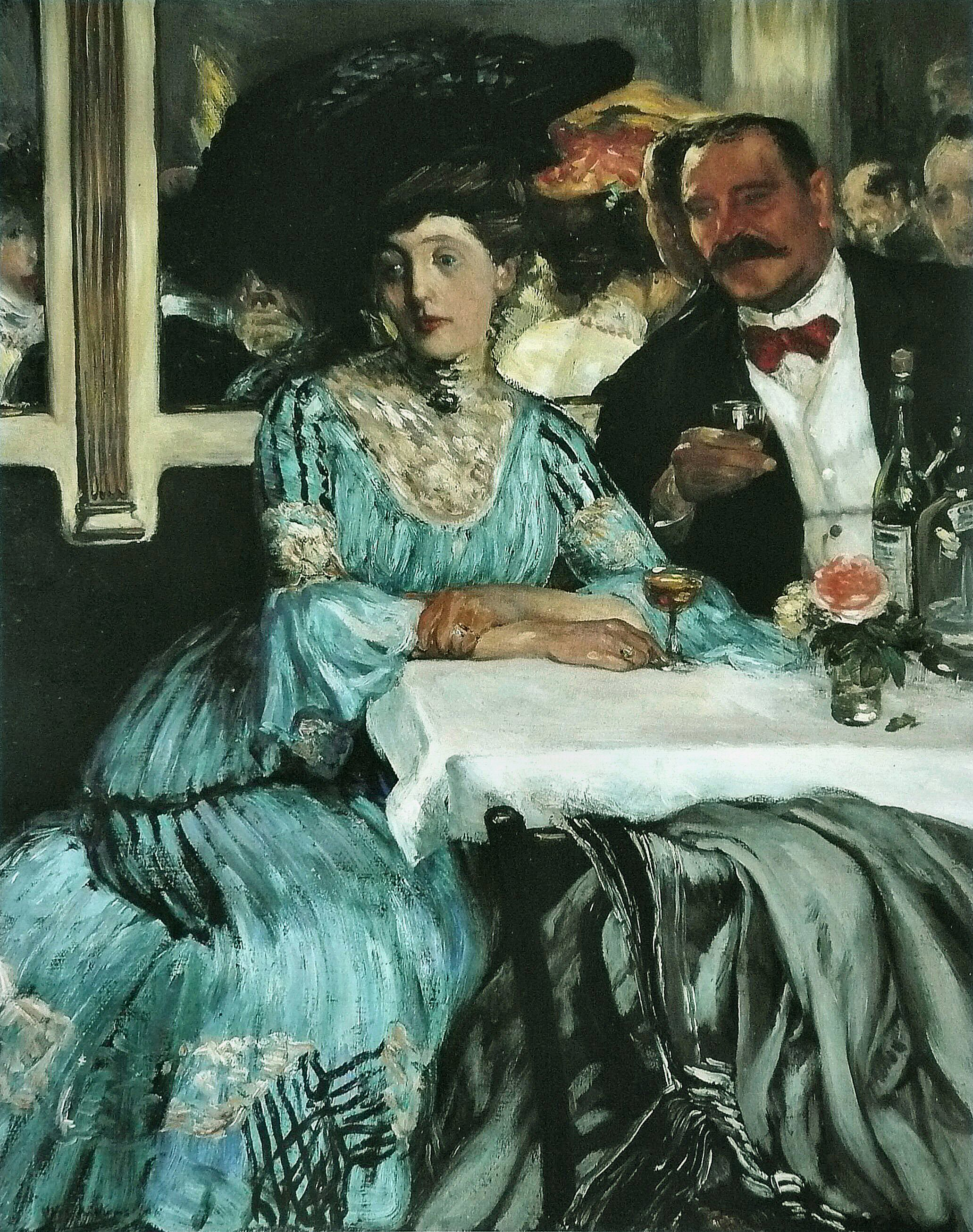
At Mouquin's (1905).
Colección estadounidense, Art Institute of Chicago.

Nude with Apple es una de las principales obras de la carrera de Glackens. Se la consideró como el punto de inflexión en su estilo y su alejamiento de Los Ocho. Es un retrato de una modelo descansando en un sofá, sosteniendo una manzana. Los críticos la han descrito como una "Eva moderna" por la referencia de la fruta. La obra se aleja del estilo de Los Ocho por sus colores brillantes y vívidos.

Chez Mouquin es la obra más conocida de Glackens. Está ambientada en un restaurant famoso visitado regularmente por varios de los socios del pintor. La obra es un retrato de James B. Moore, un dueño de restaurantes. Los muestra a él y a Jeanne Mouquin ante una mesa. Él está bebiendo, mientras que la dama mira, sin interés, hacia otro sitio. Están reflejados en el especho que está detrás de ellos, junto a una multitud de personas en la habitación. La pintura ha sido comparada con las de Degas. Retrata una temática realista, la vida urbana, pero lo hace con felicidad y humor.
Portrait of the Artist’s Wife muestra a Edith Glackens sentada al lado de un bodegón frutal. Es uno de los muchos retratos de Glackens; también pintó algunos relacionados con los miembros de Los Ocho. El retrato no idealiza a Edith, en su lugar, "señala con franqueza su nariz coqueta y su pequeño mentón".

## Coleccionistas
El coleccionista Albert C. Barnes compró varias de las mejores obras de Glackens, algunas de las cuales se encuentran en exhibición en la Barnes Foundation en Merion. Fueron compañeros de clase en la Escuela Secundaria Central de Filadelfia, que también tuvo como alumnos a John Sloan y Thomas Eakins.

## Exhibiciones
- The Eight Exhibition, 1908, Macbeth Gallery, Nueva York
- Exhibition of Independent Artists, 1910
- The Armory Show, 1913, Nueva York
- City Life Around the Eight, 2000, Metropolitan Museum of Art, NY
- Scenes of American Life: Treasures from the Smithsonian American Art Museum, 2002, Dayton Art Institute

## Obras selectas
- Autumn Landscape, ca. 1895. Óleo sobre lienzo
- Portrait of the Artist’s Wife, 1904. Óleo sobre lienzo
- Chez Mouquin, 1905. Óleo sobre lienzo
- Maypole, Central Park, 1905. Óleo sobre lienzo
- Nude with Apple, 1910. Óleo sobre lienzo
- March Day, Washington Square, 1912. Óleo sobre lienzo
- Sledding, Central Park, 1912. Óleo sobre lienzo
- Bathing at Bellport, Long Island, 1912. Óleo sobre lienzo
- Beach Scene, New London, 1918. Óleo sobre lienzo
- Woman in Blue Hat, ca. 1918. Óleo sobre lienzo
- Flowers in a Quimper Pitcher, ca. 1930. Óleo sobre lienzo
- The Soda Fountain, 1935. Óleo sobre lienzo

La mayor colección de sus obras en los Estados Unidos se encuentra en el Museo de Arte de Fort Lauderdale, el cual tiene un ala dedicada enteramente a él, con aproximadamente quinientas de sus pinturas como colección permanente.